# 拉阿雷納 (奇特雷區)
拉阿雷納（西班牙語：La Arena），是巴拿馬的城鎮，位於該國中南部，由埃雷拉省的奇特雷區負責管轄，面積29平方公里，海拔高度32米，2010年人口7,586，人口密度每平方公里261.6人。